# Тиршицей
Тиршицей (рум. Tîrșiței) — село у Теленештському районі Молдови. Адміністративний центр однойменної комуни, до складу якої також входить село Флутура.

## Населення
За даними перепису населення 2004 року у селі проживали 1676 осіб.
Національний склад населення села:
| Національність       | Кількість осіб | Відсоток   |
| -------------------- | -------------- | ---------- |
| молдавани румуни     | 1610 3         | 96,1% 0,2% |
| українці             | 50             | 3,0%       |
| росіяни              | 7              | 0,4%       |
| гагаузи              | 3              | 0,2%       |
| інша / без відповіді | 3              | 0,2%       |
| Всього               | 1676           | 100%       |